# Partido de Sharí
Partido de Sharí (en ucraniano: Партія Шарія) es un partido político ucraniano encabezado por el periodista y bloguero ucraniano Anatoli Sharí. 
Tras la invasión rusa de Ucrania de 2022 y declaración de la ley marcial, el 20 de marzo de 2022, junto con otros partidos, el partido de Sharí fue suspendido por el Estado ucraniano a causa de sus presuntos vínculos con las autoridades rusas en una decisión ratificada por el Tribunal de Apelaciones de Leópolis.

## Origen
A principios de junio de 2019, Anatoli Sharí, un bloguero ucraniano conocido por sus críticas a los medios de comunicación y a las autoridades ucranianas, grabó un vídeo en el que prometía la creación de su propio partido político. Pronto publicó un video splash screen en sus páginas en las redes sociales, en el que lanza un globo rojo al público. Sharí no explicó lo que esto significa, pero su sitio web informó que era un indicio de establecer un partido. Más tarde, el globo rojo se convirtió en un símbolo del partido y su campaña.
El Partido de Sharí fue registrado oficialmente por la CCA el 6 de junio de 2019 para participar en las cercanas elecciones parlamentarias de Ucrania de 2019 con el número 17. Más tarde, la CEC registró la lista del Partido de Sharí (31 candidatos) y candidatos en cinco distritos mayoritarios.

## Posiciones políticas y objetivos
La principal ideología del partido es el Libertarismo. El partido busca reducir los poderes del ejecutivo al mínimo necesario.[cita requerida]
El partido aboga por un estilo de gobierno autoritario.[cita requerida]
Los tres próximos objetivos del movimiento político y su justificación como el futuro partido parlamentario ucraniano: "Limpiando el paisaje político ucraniano y luchando contra la corrupción", "transparencia total y control constante sobre las autoridades legislativas y ejecutivas de Ucrania", e "Informar a la población del país sobre los procesos formales e informales (en la sombra) de la política ucraniana".[cita requerida]

## Historia

### Elecciones parlamentarias de 2019
En las elecciones parlamentarias de 2019, el partido obtuvo 327 152 votos (2,23 % del total, posición 10). Habiendo recibido menos del umbral del 5 %, no obtuvieron escaños en el parlamento. El partido tampoco pudo conseguir un escaño en ningún distrito electoral.
Habiendo recibido un umbral de más del 2 %, inicialmente tenían derecho a financiación presupuestaria para apoyarlo. Sin embargo, el 2 de octubre de 2019, la Rada Suprema aprobó el proyecto de ley N.º 1029, que privó a los partidos que ganaron menos del 5 por ciento de los votos de la financiación estatal. Tras la aprobación de esta ley, el Partido de Sharí perdió unos 441.511.000 grivnas de financiación pública (cerca de 10 millones de euros al cambio).
El partido político del bloguero Anatoli Sharí ha entrado en las cinco principales fuerzas políticas que ocuparon la posición de liderazgo en el segmento extranjero de las elecciones parlamentarias extraordinarias de 2019.  El Partido de Sharí ocupó el cuarto lugar en el distrito electoral en el extranjero con el 4,72 % de los votantes.
El 4 de julio de 2019, Anatoli Sharí en su video dijo que su partido se uniría a la oposición del partido pro-presidencial Servidor del Pueblo, porque según él Volodímir Zelenski no cumplió con las expectativas.

### Protesta de 2020
El 17 de junio de 2020, por iniciativa del dirigente del partido político Partido de Sharí, Anatoli Sharí, se organizó en Kyiv una manifestación contra el presidente de Ucrania, Volodímir Zelenski, el Ministerio del Interior de Ucrania y los organismos de seguridad.
En total había unas 2 mil personas en la acción. Los manifestantes gritaron: «No tengas miedo de la gente, ten miedo de la ley», «Vova - sal», «El presidente mudo no es mi presidente», «¿Por qué fuiste a los presidentes?». Después de la manifestación hubo un enfrentamiento entre los partidarios del partido y los ultranacionalistas.
Los partidarios y miembros del Partido de Sharí han sido agredidos físicamente en más de una ocasión. Uno de estos ataques acabó con un teléfono móvil roto, y uno de los atacantes fue pronto identificado: un ciudadano ucraniano, Konstantín Ustyuzhin. A este respecto, se redactó una declaración sobre el ataque, que se envió a la Policía Nacional de Ucrania para su investigación. Después de la acción «Presidente mudo - no mi Presidente», comenzó una ola de ataques a los partidarios del Partido de Sharí.
Así, el 24 de junio, un partidario del Partido de Sharí, Nikita Rozhenko, fue golpeado en Járkov. El caso criminal sobre el ataque a Nikita Rozhenko, coordinador del Partido de Sharí en Járkov, está siendo investigado como un intento de asesinato con premeditación por parte de un grupo de personas.
A esto le siguieron acciones violentas regulares contra los partidarios del Partido de Sharí. En Vínnitsa, Mykolaiv, Járkov, Kyiv, Zhytómyr y Cherkasy. Muchos seguidores tenían costillas rotas.

### Elecciones regionales de 2020
Para estas elecciones, el Partido de Sharí fue considerado un competidor de la Plataforma de Oposición - Por la Vida, aduciendo que sus potenciales votantes venían de las mismas ideologías. Sin embargo, el líder de la Plataforma de Oposición - Por la Vida, Víktor Medvedchuk, declaró que no veía al Partido de Sharí como un competidor, sino como un aliado.
El partido ganó 52 concejalías en los comicios, situadas principalmente en el este y el sur del país.

### Invasión rusa de 2022 y suspensión del partido
El 15 de febrero de 2022, durante los últimos compases del preludio de la invasión rusa de Ucrania, la política local del Partido de Sharí en Odesa habló en contra de las unidades de autodefensa territorial, calificando a sus integrantes de «bandidos». Ella sentenció que los «ejercicios militares rusos [en la frontera]» ya habían terminado.
El 22 de marzo de 2022, el Partido de Sharí fue suspendido por el Consejo Nacional de Seguridad y Defensa junto a otros partidos calificados como prorrusos. La decisión fue ratificada por el Tribunal de Apelaciones de Leópolis el 16 de junio. Todas las propiedades del partido y sus filiales pasaron a manos del Estado, salvo las de Járkov, que se había desintegrado entre el 22 de marzo y el 16 de junio debido a la falta de miembros. Esta ratificación fue apelada ante la Corte Suprema de Ucrania.
En la vista del 6 de septiembre de 2022, la Corte Suprema de Ucrania rechazó la apelación del Partido de Sharí y denegó sus actividades en Ucrania. Las razones para mantener la prohibición del partido fueron: Desestabilizar el orden político y social en Ucrania, difundir propaganda anti-Ucrania por medios violentos, violación de la soberanía e integridad territorial de Ucrania, propaganda belicista, violencia en el contexto de la agresión de la Federación de Rusia.
En enero de 2023, miembros de una célula clandestina del Partido de Sharí fueron arrestados por el Servicio de Seguridad de Ucrania en Dnipró. Durante los registros, se encontraron documentos con instrucciones para provocar disturbios masivos.